# Jacques Brugnon
Jacques Brugnon, (Pariz, 11. svibnja 1895. — Pariz, 20. ožujka 1978.) bio je francuski tenisač. Jacques Brugnon, poznat pod nadimkom "Toto", bio je najstariji član skupine "četiri mušketira", koja je dominirala svjetskim tenisom tijekom 1920-ih i početkom 1930-ih.
Brugnon je prvenstveno bio uspješan u igri parova. Zajedno s ostalim "mušketirima" uveden je 1976. u Međunarodnu kuću slavnih tenisa.

## Teniska karijera
Četiri mušketira (Henri Cochet, René Lacoste, Jean Borotra i Jacques Brugnon) osvojali su brojne Grand Slam-turnire. Brugnon je bio specijalist u igri parova i osvojio je 11 naslova u parovima i 5 naslova mješovito, no nikada nije osovjio neki od Grand Slamova u pojedniačnim natjecanjima. 
Četiri naslova osvojio je u Wimbledonu, dva s Cochetom i dva s Borotrom. Naslove u igri parova mješovito osvojio je na Roland Garrosu zajedno sa Suzanne Lenglen. 
Brugnon je također bio dobar i kao pojedinačni igrač, igrao je u polufinalu Wimbledona 1926., a godinu poslije u četvrtfinalu. Bio je rangiran kao broj devet odnosno deset 1926. – 27. godine.
Četiri mušketira bila su posebno poznata po svojih 6 uzastopnih Davis Cup-naslova za Francusku u periodu 1927. – 32. Brugnon je igrao za francuski Davis Cup tim (1921. – 34.). Odigrao je 37 mečeva, od kojih samo dva nisu bili u igri parova. Pobijedio je, s Cochetom ili Borotram, 26 od ovih mečeva.

## Igrač i osoba
Jacques Brugnon bio je nizak rastom. Njegov način igre opisuje se kao klasičan s čistim udarcima koji nisu bili ni previše jaki. Nasuprot tomu imao je veliku sposobnost preciznog upućivanja loptica, i njegov agresivni lob bio je vrlo kvalitetan. To ga je učinilo jednim od najboljih igrača tenisa svih vremena u igri parova. 
Nakon završene igračke karijere jedno vrijeme radio je i kao učitelj tenisa u Kaliforniji.

## Osvojeni Grand Slam turniri
- Australian Open
  - Parovi - 1928.
- Roland Garros
  - Parovi - 1922., 1927., 1928., 1930., 1932., 1934.
  - Parovi mješovito - 1921., 1922., 1923., 1925., 1926.
- Wimbledon
  - Parovi - 1926., 1928., 1932., 1933.